# 朝鲜劳动党

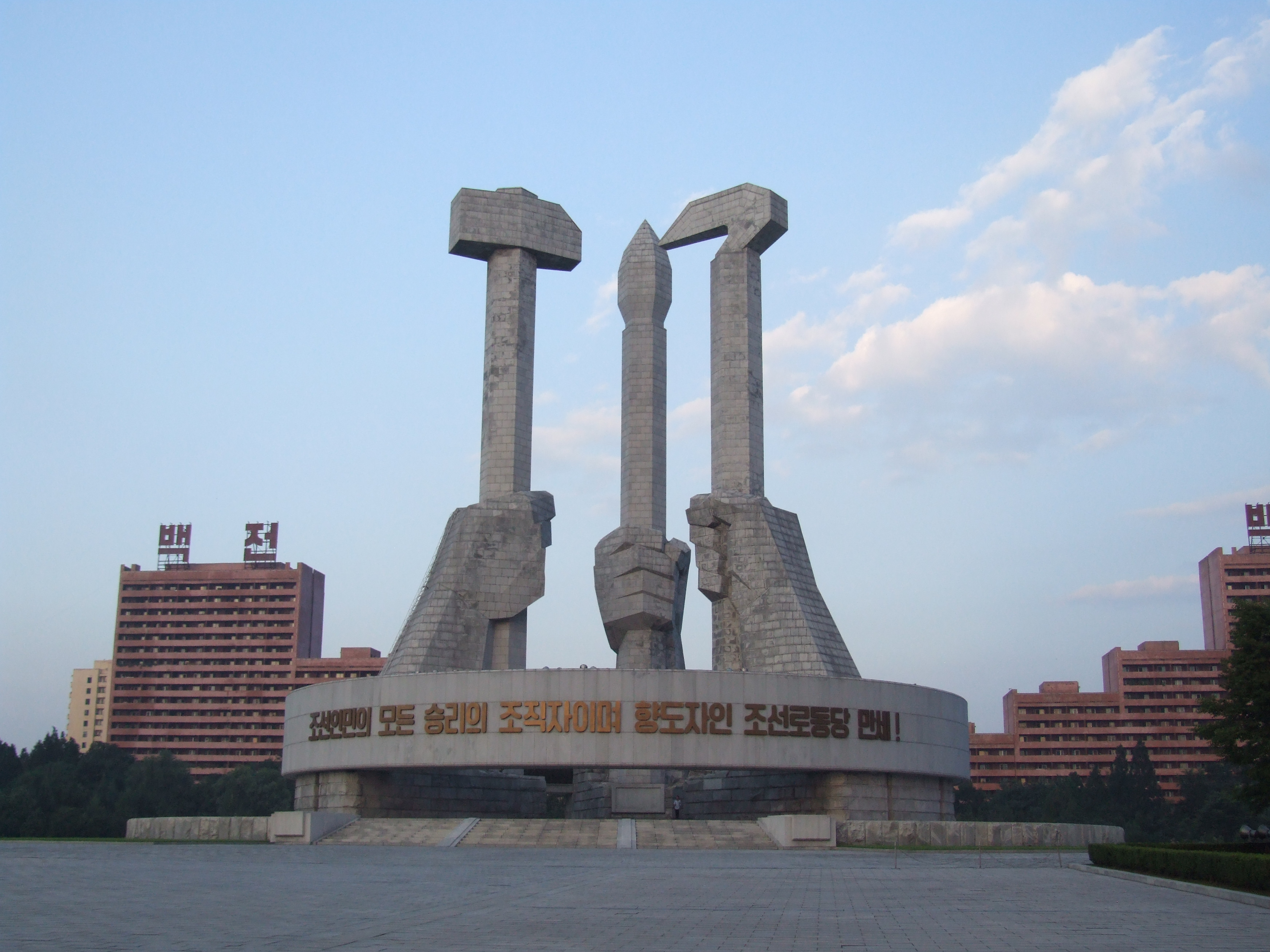
朝鲜劳动党的主要标志——建党纪念塔

朝鲜劳动党（朝鲜语：／ Chosŏn Rodongdang ?），简称劳动党（在朝鲜国内又常简称党），又译北韓勞動黨（簡稱韓共），是朝鮮民主主義人民共和國唯一的执政党。现任最高领导人是任职朝鲜劳动党总书记的金正恩。其中央政治局常委会由金正恩、崔龙海、李炳哲、金德训、赵勇元、朴泰成6人组成。

## 历史

### 背景
1925年4月17日，朝鲜共产党成立，并确立马克思列宁主义为指导思想，领导人为金鎔範和朴憲永。由于共产国际提出的“一国一党”原则，流亡中国的朝鲜共产主义者未能再组建新的共产党。在日本殖民统治时期，朝鲜还短暂存在过高丽共产党、韩国工农总同盟、大韩青年总同盟、韩人社会党、火曜会、汉城青年会等社会主义或共产主义组织。

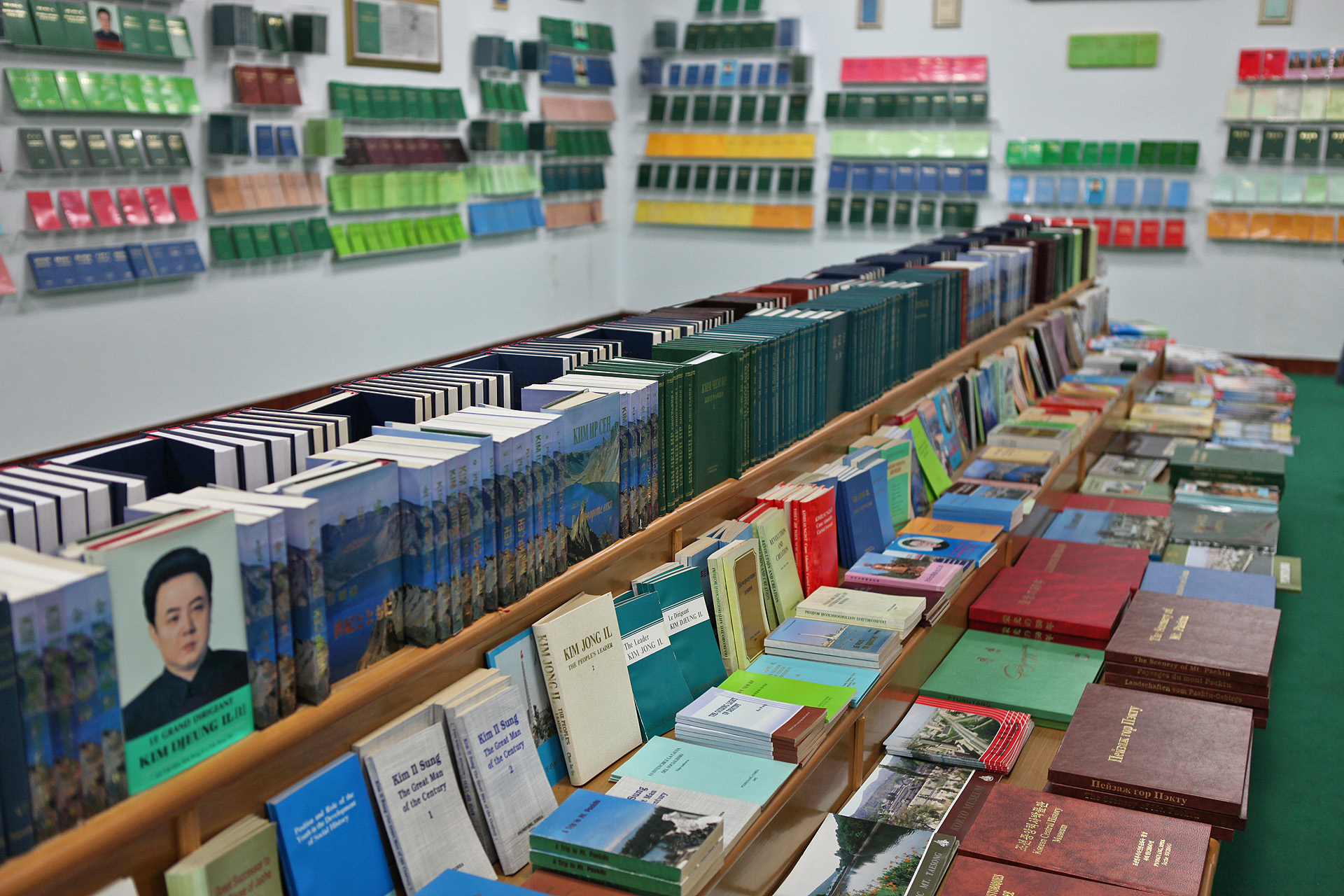
黨政相關書籍居於北韓所有書店顯眼位置

1928年，因朝鲜共产党内部宗派斗争，共产国际下令解散朝鲜共产党。此后，虽然朝鲜共产党没有统一的领导机构，但该党仍以各种党小组的形式继续存在。

### 建党
1945年9月，朝鲜共产党中央委员会在汉城（今首尔）重建，朴宪永被推选为党中央责任书记。1945年10月10日，朝鲜共产党北朝鲜分局在平壤成立，金镕范任责任书记，但实权被金日成掌握。北朝鲜分局名义上是朝鲜共产党中央委员会的下属，实际上由于美苏分别佔領南北朝鲜而独立运作。1946年3月，原在中国延安、太行山地区活动的朝鲜独立同盟改组为朝鲜新民党，领导人为金枓奉。7月，朝鲜共产党北朝鲜分局更名为北朝鲜共产党，成为完全独立的政党。8月，北朝鲜共产党与朝鲜新民党合并为北朝鲜劳动党。1946年11月，半岛南部的朝鲜共产党、朝鲜人民党（1946年11月成立）和南朝鮮新民黨（1946年7月成立）也合并为南朝鲜劳动党。
北朝鲜劳动党成立后，在朝鮮半島北部建立政权。1948年3月28日召开党的第二次代表大会，通过了金日成提出的争取祖国自主统一的斗争方针。由于韩国的李承晚政府镇压，南朝鲜劳动党的大多数领导人转移到朝鲜半岛北部。1949年6月30日，北朝鲜劳动党和南朝鲜劳动党合并为统一的朝鲜劳动党，并选举金日成为委员长。建党纪念日定为10月10日。
由于朝鲜劳动党是由许多不同背景的共产主义政党和民主主义政党合并组建而成，因此在其建党之初存在许多派别。
| 派别   | 简介 |
| ------ | --- |
| 蘇聯派 | 以在苏联出生和取得苏联国籍的朝鲜人为主，首领先後分別是南萬春、許嘉誼、金日成，以在朝鲜半岛北部和满洲南部（现中国东北）地区原中国东北抗日联军中级军官金日成为核心，其代表人物还包括：崔庸健、金策、安吉、金一、徐哲、朴成哲、吴振宇等，他们当时是苏军第88旅（即抗联教导旅）的军官。虽然势力最为弱小，但因与苏联人熟悉、首先得到苏联占领军的支持而占有政治上的优势。其代表人物还有朴昌玉、朴永彬、朴义琓、南日、金烈、方学世等。 |
| 国内派 | 以日本占领时期在朝鲜半岛国内秘密坚持地下活动的原朝鲜共产党员为主，首领是朴宪永，其代表人物还包括；李承烨、玄俊赫、吴琪燮、朱宁河、郑达铉、金镕范等。 |
| 延安派 | 以参加中国共产党及其军队（八路军、新四军、第四野战军）、1945年至1950年回国的朝鲜人为主，首领是金枓奉，其代表人物还包括：武亭、崔昌益、朴一禹、朴孝三、韩斌、徐辉、尹公钦、金昌满、李相朝等，许多人与毛泽东、林彪等中国共产党领导成员关系密切。 |

在第一届朝鲜劳动党政治局内，苏联派有4人，延安派有6人，国内派有2人，从这一比例可以看出当时各派的力量对比。

### 金日成掌權
金日成从苏联回国后，首先清除了原朝鲜共产党的代表人物玄俊赫。在中，他先以修复水库不力为由将内阁副首相許嘉誼降职，随后又指责其在吸收党员的问题上搞“关门主义”，阻挠党的扩大，于1951年11月撤消其一切职务。金日成随后在1951年以“平壤失守”和“作战不力”为由解除了延安派势力最大的人物、民族保卫省副相兼人民军炮兵司令武亭手中的权力，武亭被彭德怀接往中国。被认为是毛泽东个人代表的内务相朴一禹也被解除职务。

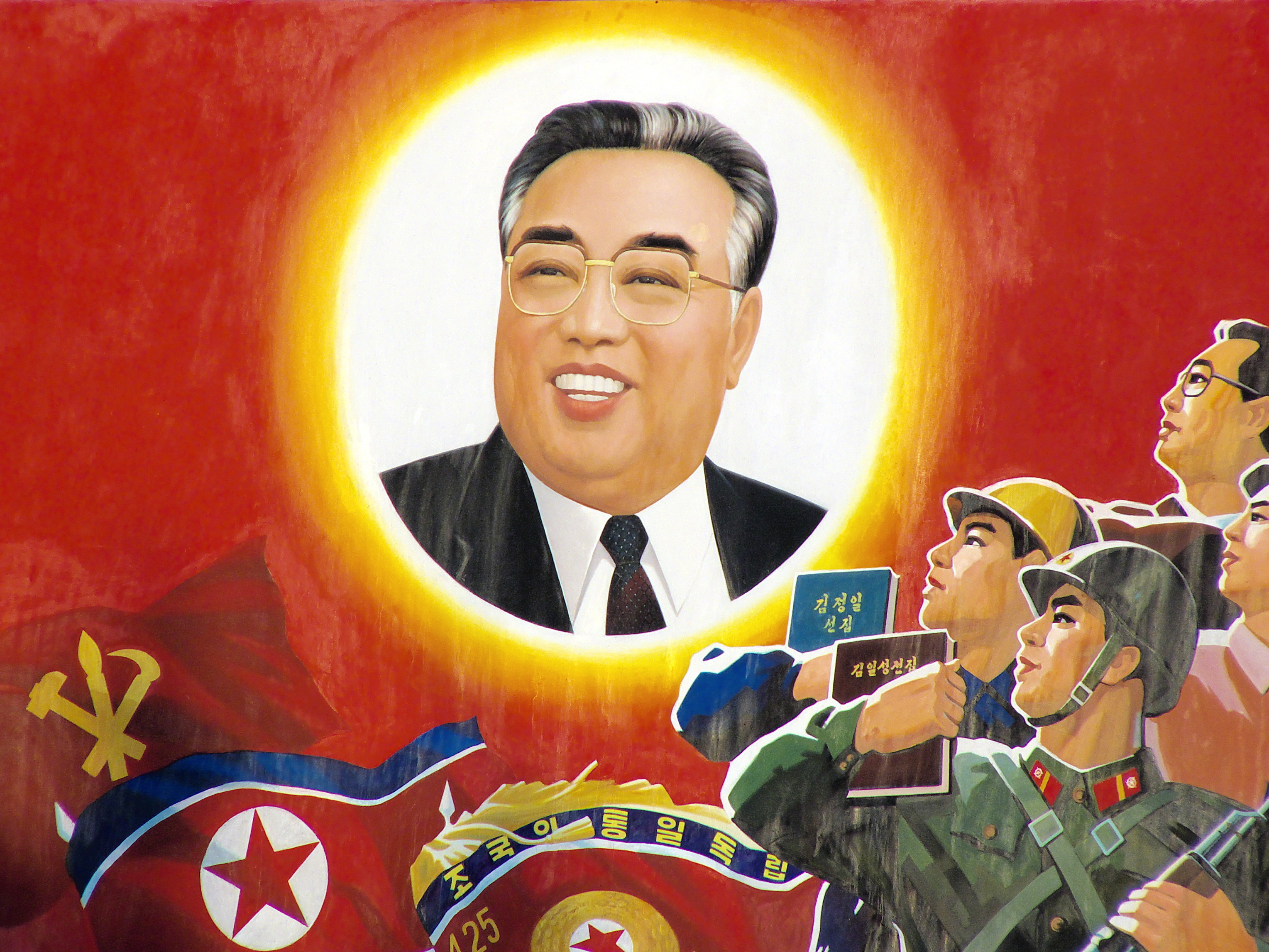
金日成被朝鲜官方尊奉为永远的最高领导人

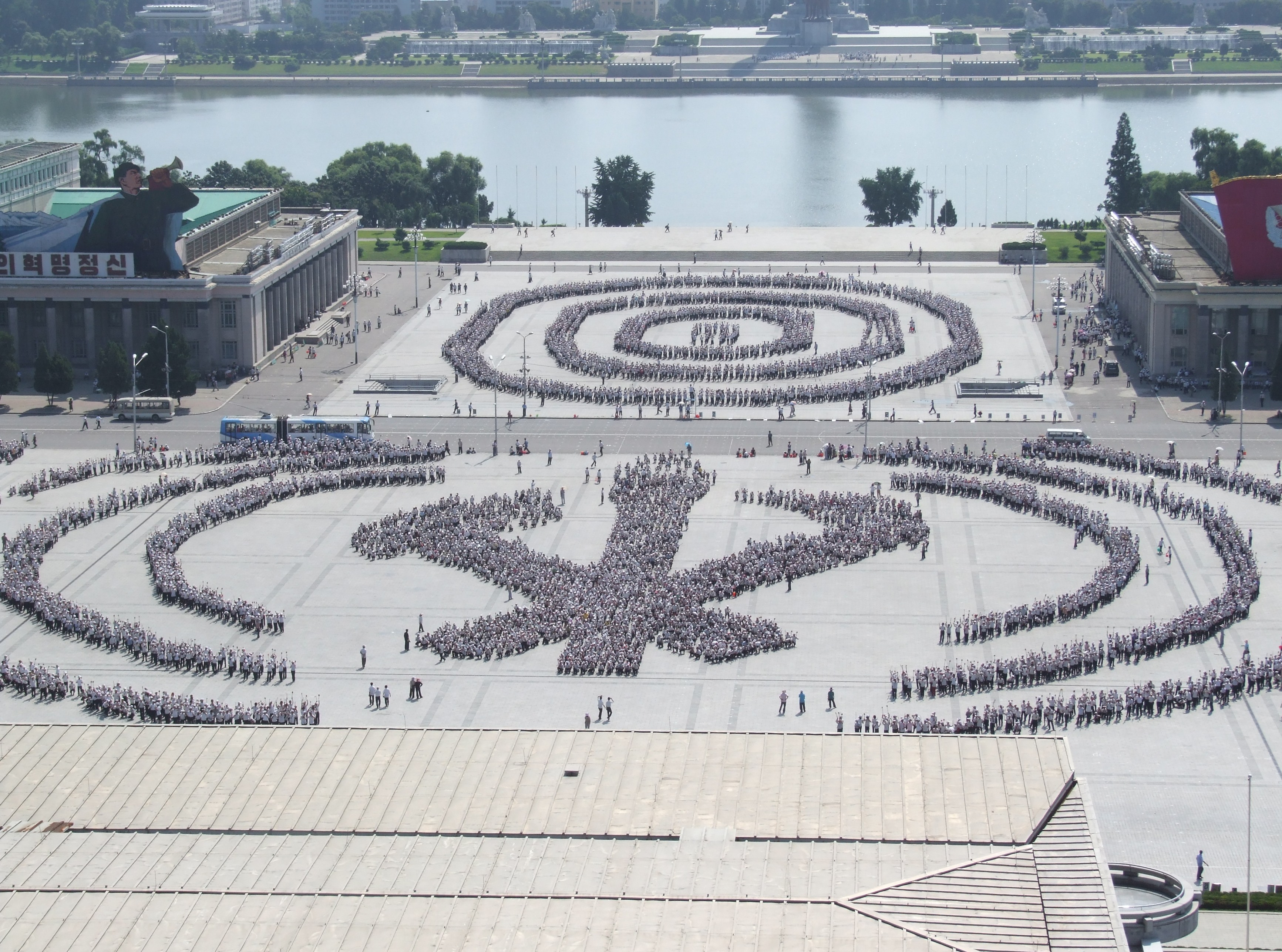
朝鲜勞動黨集會

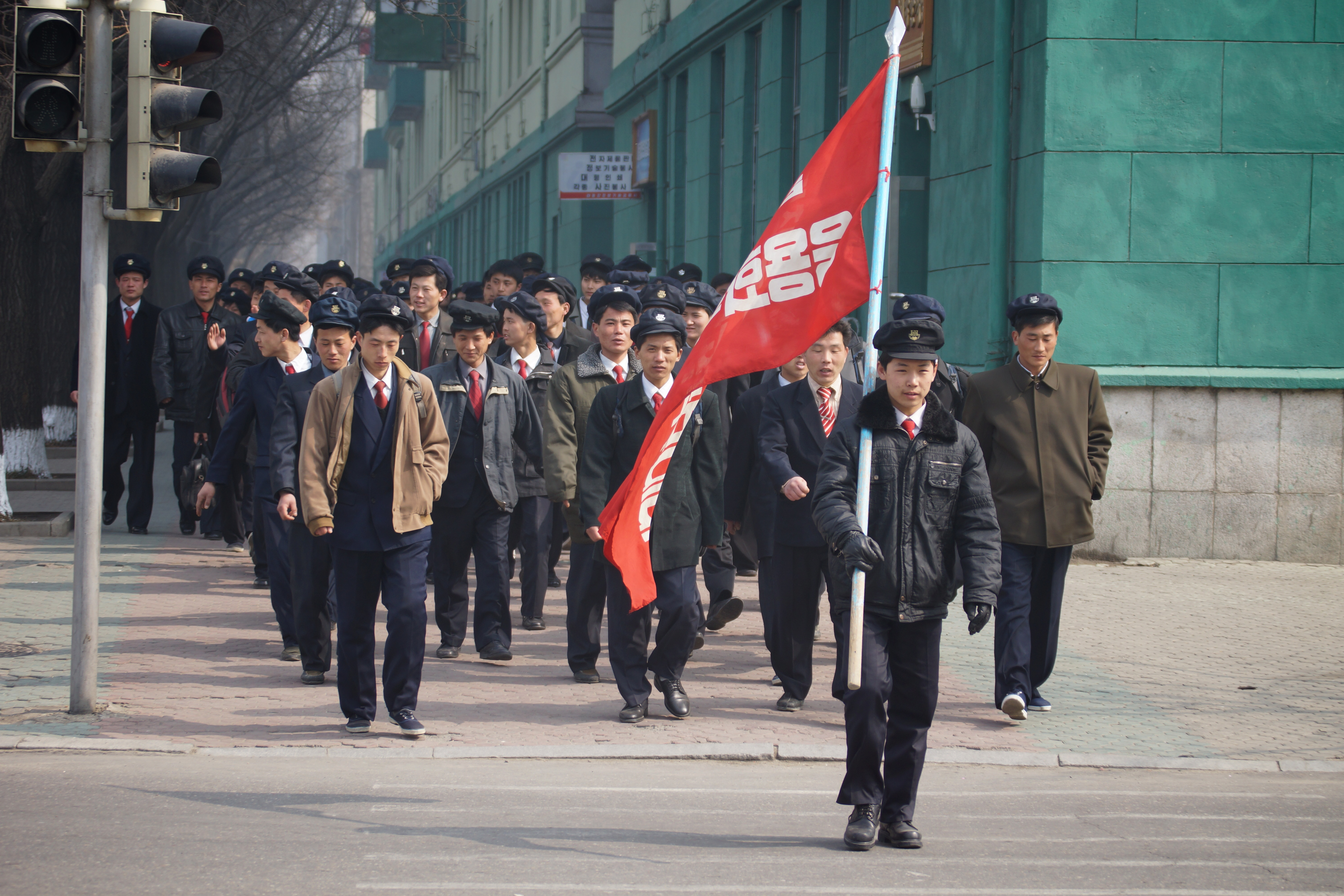
準備參加紀念活動的黨員

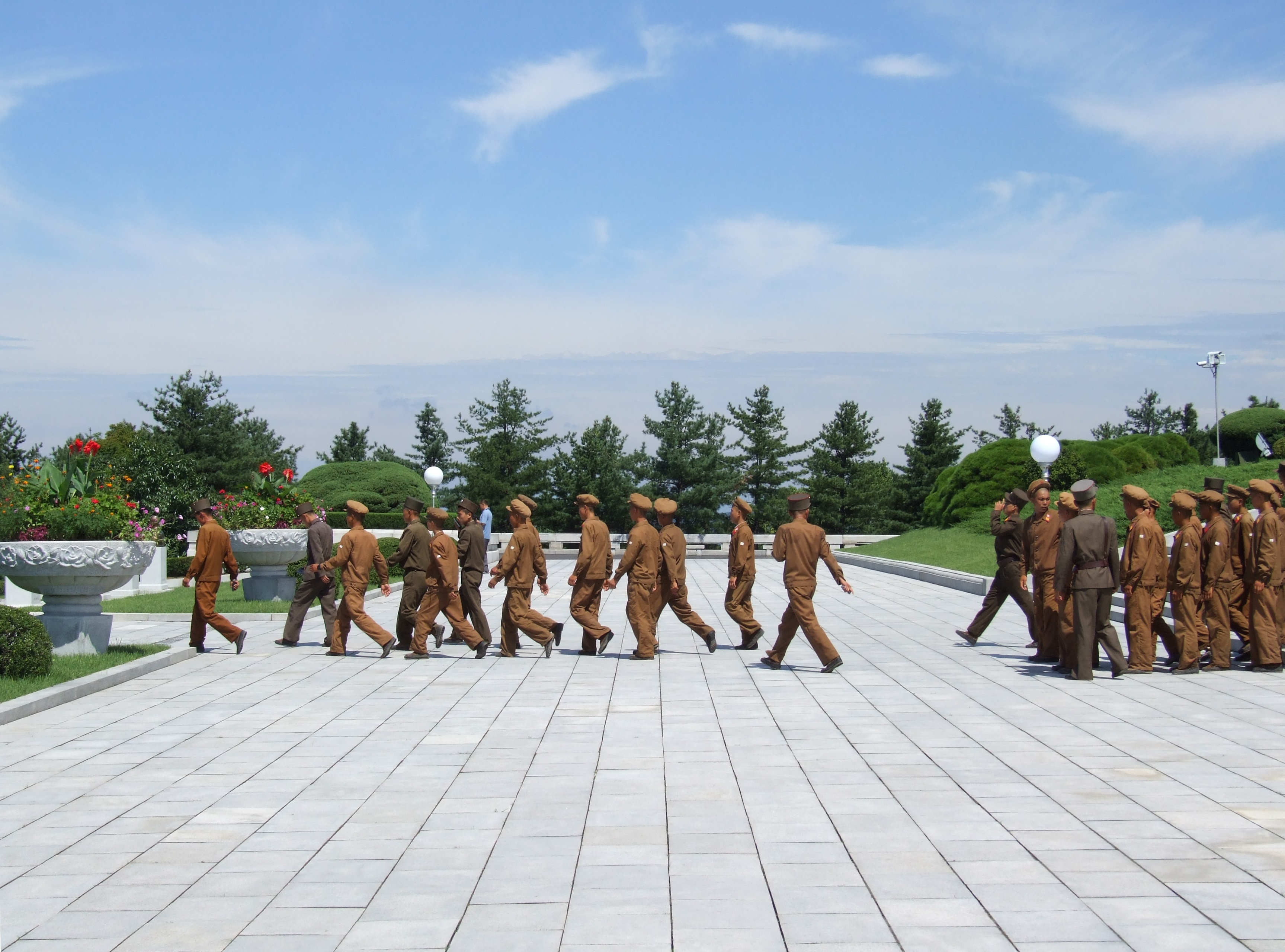
政治教育活動

削弱了延安派的力量之后，金日成转而对付国内派。在1952年12月的中央委员会会议上，国内派受到攻击和指责，认为他们应该对朝鲜人民军在美军仁川登陆后的溃败负责。1953年初，开始散布“南劳派（即国内派）即将发动政变”的谣言，金日成随即逮捕了朴宪永和李承烨，并将李承烨创办的培训游击队员的金刚学院师生全部逮捕。1953年停战之后，李承烨和另外11人以“美国间谍”的罪名被提交公审，其中包括李承烨在内的10人（驻中国大使權五稷、第一届最高人民议会议员金午星、南朝鲜解放游击第十支队长孟鍾鎬、劳动党联络部长朴勝源、劳动党联络部长裴哲、劳动党社会部长姜文錫、内务省干部白亨福等）在停战一周后的7月30日被处决。金日成随后将矛头转向延安派和苏联派的残余力量，试图将苏联派也牵入这一案件中来，许嘉谊闻讯后自杀。朴宪永于1955年12月被处决。朝鲜劳动党的国内派势力经过这次打击已经全部覆灭。
1956年苏共二十大召开，金日成前往莫斯科列席会议。在他不在国内的期间，偽苏联派的领袖朴昌玉和延安派的金枓奉、崔昌益试图在下一届中央委员会会议上联合起来推翻金日成。这是朝鲜劳动党权力斗争史中最接近成功的一次推翻金日成的尝试。金日成得到这一消息后将中央委员会会议推迟一个月举行，利用这段时间组织自己的力量进行反扑。在8月30日召开的中央委员会会议上，当崔昌益等人对金日成的领导方法提出批评时，金日成的支持者加以反击，并给对手安上“反党分子”的帽子。最后会议投票决定将朴昌玉和崔昌益开除出党。延安派的商业部长尹公欽、职业总同盟委员会委员长徐輝当天即逃亡中国。朝鲜劳动党内的延安派在这次会议后为逃避清洗而纷纷流亡中国。这一事件的策划者金枓奉于1958年消失，据信是在监禁中被秘密处决。
1956年9月，劳动党内仅存的一小部分未被清洗苏联派和延安派成員联合要求金日成停止对他们的迫害，但这一抗议毫无效果。延安派于1958年被清洗完毕，偽苏联派于1961年被清洗完毕，这两派的幸存成员大多数选择了流亡中国或苏联。金日成完全控制了朝鲜劳动党，并树立起自己的絕對个人权威，開始獨裁統治。
延安派和偽苏联派在党内斗争中失利的一个主要原因是1950年后入党的许多新党员抱有民族主义观念，认为延安派和偽苏联派属于外国势力，其成员是外国党的代理人，因此选择支持金日成。
1960年代初期，金日成为首的苏联派在清洗其它派别之后，自身逐渐分化为两派，一派是以朴金喆为代表的抗日时期由抗联党组织和祖国光复会派遣回国，在朝鲜北方从事地下革命工作的“甲山派”。另一派是以金昌凤大将为代表的一直追随金日成在东北和苏联从事抗日武装游击斗争的军事干部，后来被称为“军内反对派”。金日成重军事、轻经济的政策转换引起甲山派与军内反对派的对立，军内反对派主张继续强化国防，而甲山派主张发展经济优先。
1966年10月召开的朝鲜劳动党四届十四中全会决定设立党中央政治委员会常务委员会；改委员长、副委员长制为总书记、书记制；组建处理党的日常工作的机构--党中央书记局。选举金日成为党中央委员会总书记。党组织体制更改后，甲山派在党中央政委会常委会中占有两个席位，在中央书记局中占有四个席位，成为党内的实权派。与此同时，军内反对派在党内的地位也得到提高。金光侠成为党中央政委会常委，金昌凤、崔贤、李永镐等升为党中央政委会委员，许凤学、崔光、吴振宇等为党中央政委会候补委员。军内反对派还在中央书记局占有两个席位。
甲山派与金日成的对立主要是：甲山派提出经济政策优先的主张，反对金日成的国防和经济并重的政策；反对不切实际地歪曲党史、军史，夸大金日成个人作用，在全国到处大建纪念碑、史迹地；反对内定金正日为金日成的接班人，认为搞世袭继承是社会主义制度中的一大忌讳。但是自1956年苏共二十大后，苏联领导人赫鲁晓夫反对斯大林个人迷信，使金日成认为，要保留自己政治遗产的唯一方式是传位给自己的儿子。因此金日成下定决心肃清甲山派。
1967年5月4日至8日，朝鲜劳动党召开四届十五中全会。以反对资产阶级、修正主义，树立金日成主体思想为朝鲜劳动党的唯一思想为名，批判、清除“甲山派”。
1968年，朝鲜针对韩国策划的“青瓦台事件”失败后，金日成以“左倾盲动主义”、“军阀主义”和不执行党的军事路线为由，追究军方领导对这些失败所负的责任。批判与处理了军内反对派。
1960年代－1970年代，金日成通过清除甲山派的朴金喆、李孝淳，清除军内反对派的金昌凤、许凤学，以及后来通过落选、放逐等方式让金昌满、朴正爱、金光侠、金东奎等人从政坛上消失，终于在1967年将金日成的主体思想树立为全党“唯一思想體系”，在1972年修改宪法将之合法化，以及在1974年颁布《確立黨的唯一思想體系十大原則》并确定金正日的接班人地位。

### 创造指导思想
1955年12月28日，金日成的演講《關於在思想領域中消除教條主義和形式主義、建立主體性》，首次談及「主體」這一概念。演講指出不能照搬蘇聯的思想和習慣，應該用「我們自己的方式」推動朝鮮的革命。此舉被認為是為了防止蘇聯批判斯大林的風潮蔓延至朝鲜國內。
為在朝鮮推動革命，不僅需要熟稔我等朝鮮人民的風俗習慣，也需要精通朝鮮的歷史與地理。只有採用適合他們的方法、同時喚起他們對故鄉和祖國的熱愛之情，才能教育我們的人民。
 — 金日成， 《關於在思想工作中克服教條主義和形式主義，確立主體》
蘇聯反個人崇拜的風潮仍然傳至北韓，並引發了一場未遂政變。政變失敗後蘇聯派和延安派幾乎被盡數肅清、蘇聯和中國對北韓的控制被削弱，金日成得以自行解釋馬列主義。有觀點認為，50年代末當金日成考慮構建自己對馬列主義的見解時，黃長燁發現1955年演講中的「主體」概念可以被看作是馬列主義的延伸，並開始將這一概念體系化。不久後中蘇交惡，衝突的雙方都意欲拉攏北韓，故未對北韓進行介入。把解放朝鮮半島作為國策的金日成不滿赫魯晓夫的三和路線，也企圖在中蘇政爭中保持中立、不偏向中蘇任何一方的意識形態，故「主體」概念在這一時期得到發展。
1963年，金日成對朝鮮人民軍進行了有關「主體」原則的演講。1965年4月14日，主體思想這一詞彙首次於金日成在印尼的演講《朝鮮民主主義人民共和國的社會主義建設與南朝鮮革命》中登場，演講中提出一國獨立的前提是「思想主体性」「政治自主」「經濟自立」「國防自衛」、這一立場就是「主體思想」。
1966年10月的朝鮮勞動黨第二次代表會議再次確定了主體思想的內容，「對帝國主義的徹底鬥爭」「支持殖民地民族解放運動與國際工人運動」「社會主義政權」「不干涉內政、相互尊重、互惠平等」。
1967年5月肅清甲山派後，同年6月28日至7月3日，在第四届朝鮮勞動黨中央委員會第十六次大會上，制定了“唯一思想体系”。該理念強調以金日成提出的主體思想作為治國方針。
從1967年開始，北韓政權全面禁售、封存、回收马克思列宁主义书籍，禁止一般民眾閱覽，只有極少數獲得批准的研究人員才能閱讀馬列著作。
在1970年的朝鮮勞動黨第五次大會上，主體思想被提高到和馬列主義同等的地位。
至1972年，主體思想被稱作是「當代的馬列主義」和對馬列主義的「創造性的運用」、金日成被尊為「我們這個時代最偉大的馬列主義者」。
1974年，金正日将金日成创立的思想体系正式确定为金日成主义，使之成为朝鲜劳动党指导思想，同时提出全社会的金日成主义化纲领。金正日强调主体思想是“不能在马克思列宁主义框架内解释的独创的思想”，还说“主体哲学”是与马克思主义哲学有“根本区别”的。“先前的社会主义理论，只把物质经济的因素看作革命斗争的根本条件”，主体思想“把社会主义提到了新的科学基础之上”，从此“开辟了人类历史发展的新时代——主体时代”。
1976年10月，金正日在同朝鲜劳动党的理论宣传工作者的谈话中说，“无论从内容上看还是从组成来看，金日成主义是不能在马克思列宁主义框架内解释的独创的思想。”“形成金日成主义的精髓的主体思想，是人类思想史上新发现的思想。”“主体思想的哲学原理，是不能在唯物辩证法的框架内解释的。”“其社会历史原理不能按唯物史观来解释”。“金日成主义是同马克思列宁主义有区别的独创的革命思想。”
1980年，朝鲜劳动党第六次大会决定取消党章中马克思列宁主义的指导思想地位，把主体思想作为唯一指导方针，同时选举金日成、金一、吴振宇、金正日、李钟玉五人为中央政治局常委，确立金正日的接班人地位。
1992年4月9日，第九届最高人民会议第三次会议决定对宪法进行修正，马克思列宁主义的指导思想地位被主体思想取代。
2009年4月9日，第十二届最高人民会议第一次会议决定对宪法进行修正，追加主体思想和先军思想并明文化，将“维持社会主义和计划经济等基本路线”等共产主义相关内容删除。
此举被不少外国媒体认为北韓已经彻底放弃了马列主义。
2010年9月28日，朝鲜劳动党第三次代表会议决定修改党章。其中，劳动党的定义由“伟大领袖金日成同志创建的主体型的马克思列宁主义革命政党”改为“伟大领袖金日成同志的政党”，党的最终目标由 “实现全社会的主体思想化和建设共产主义社会”改为“实现全社会的主体思想化和人民大众的绝对自主”，追加「先軍政治」。黨章仍保留「社會主義」和「馬克思列寧主義」（仅有一处）字眼，但不再提及“共产主义”。
2012年4月11日，朝鲜劳动党第四次代表会议发表关于修改党章的决定书。新党章规定，朝鲜劳动党以金日成金正日主义为唯一指导思想。
2016年5月召開的朝鮮勞動黨第七次大會，黨章中又添加了社會主義計劃經濟等內容。
在2021年1月10日的朝鲜劳动党第八次代表大会上，金正恩被推举为朝鲜劳动党总书记，并在大会结尾时奏响《国际歌》。随后的八届一中全会选举金正恩、崔龙海、李炳哲、金德勋、赵勇元为中央政治局常委。
儘管官方意識形態隨國際國內形勢的變化以及領導人的交接而數度更易，“社会主义”一词在北韓依然经常被提到。北韓的宪法全称为《朝鲜民主主义人民共和国社会主义宪法》。而在《金正日将军之歌》中，也提到了“社会主义”一词。 朝鲜劳动党声称其当前目的是“在共和国北半部建设社会主义强盛国家”。劳动党发布的宣传图书《对于朝鲜劳动党》中称“朝鲜劳动党是深深扎根于工人、农民、知识分子等劳动人民群众中，在他们当中由为社会主义事业的胜利献身奋斗的先进战士组成的工人阶级革命政党、劳动人民群众的群众性的党”。第一书记金正恩也于2016年2月27日的讲话中提到“争取主体的社会主义、共产主义事业的胜利，高度弘扬金日成民族、金正日朝鲜的尊严与威仪”。
今天的朝鮮勞動黨对外依然保持着共产主义政党的形象，通常會派代表團參加共產黨和工人黨國際會議，且在會議上會獲得一些支持。朝鲜勞動黨在2011年的提案「讓我們共同紀念偉大領袖金日成主席同志誕辰一百週年，作為全世界人類的盛大政治節日」，與會的79個黨派中有30個簽署了該提議。朝鮮勞動黨也把自己視作國際左翼和社會主義運動的一部分。在冷戰期間，朝鮮勞動黨和北韓政府就奉行「輸出革命」政策，在世界範圍內援助左翼游擊隊。
目前国际上有些学者认为朝鲜劳动党是一个极右翼政党，其意识形态与二战时期的纳粹党非常相似。但也有学者持反对意见，如朝鲜專家蘭科夫和泰迪斯基利均對这种看法有所保留，他們认为納粹德國與日本帝國於二次大戰時是盟國，而日本當時正值對朝鮮半島進行殖民統治，因此在朝鲜的歷史教科書裡納粹德國和日本帝國均是半島的敵人。同時，教科書時常會把納粹德國類比成美國和韩国。
韩国《东亚日报》认为，在朝鲜看来，共产主义、社会主义等都是外来思想，朝鲜不愿意依靠任何外来思想，因而走向完全的主体意识，但事实上这种现象不过是思想上孤立的加剧。

## 组织结构
创党初期，朝鲜劳动党的党员人数仅为4,530人，目前则约增加为400万人。朝鲜劳动党总书记兼任朝鲜劳动党中央军事委员会委员长、武装力量最高司令官，为武装力量最高统帅。体现了该政党对武装力量拥有绝对的控制权。

### 结构體系
- 朝鲜劳动党代表大会
- 中央委员会
  - 中央政治局
    - 中央政治局常务委员会

  - 中央书记局
  - 組織指導部
    - 1.第1課（中央）
    - 2.第2課（中央）
    - 3.第3課（地方）
    - 4.第4課（朝鮮人民軍）
    - 5.第5課（護衛司令部）
    - 6.第6課（國家保衛省）
    - 7.第7課（社会安全省）
    - 8.第8課（司法部）
    - 9.第9課（朝鮮內閣）
    - 10.
    - 11.第11課（對南朝鮮工作部署）
    - 12.
    - 13.第13課（生活指導課）：是組織指導部，負責黨員和勞工進行每周自我批判，生活指導課是由軍方幹部負責，首長是朝鮮人民軍總參謀長。
    - 14.第14課（檢閲課）：是負責對高級幹部的檢查，肅清、監視和管理的部門。
    - 15.第15課（通知課）：是擁有對政策承認和批准權限的部門，直屬勞動黨最高指導者，確立最高指導者唯一指導體制。

  - 宣傳鼓動部

## 党中央领导人
由2021年9月2日朝鲜劳动党第八次代表大会第三次中央政治局扩大会议选举产生。

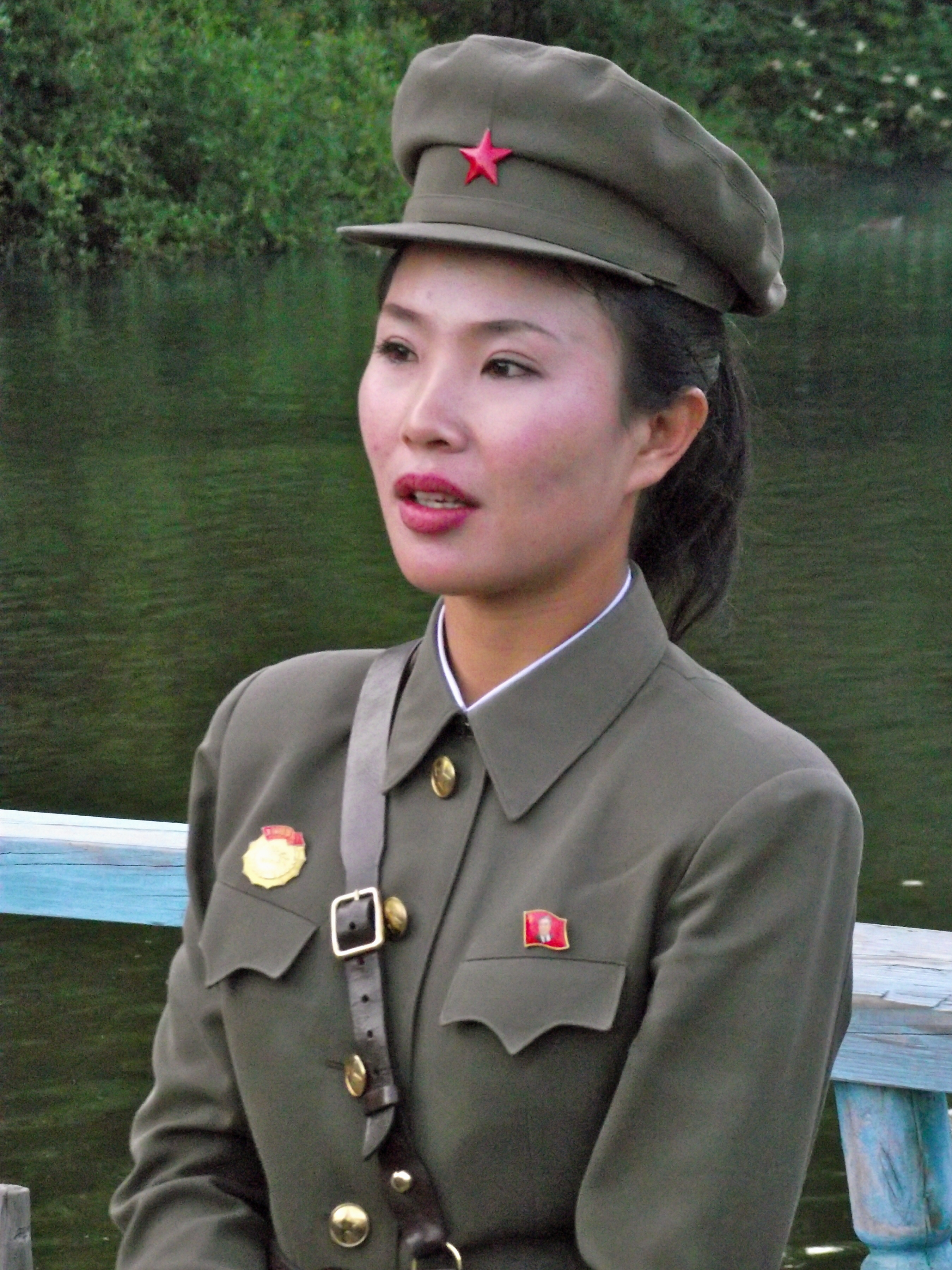
一位女性黨員，

### 政治局
总书记：金正恩
政治局常务委员：金正恩、崔龙海、赵甬元、金德训 、朴正天、李炳哲
政治局委员：李日焕、郑尚学、吴秀容、太亨彻、金才龙、吴日晶、金英哲、朴正根、鄭京擇、權永進、李永吉
政治局候补委员：金成男、許哲萬、朴太德、金亨植、劉進、朴明順、李哲萬、全賢哲、楊勝虎、朱哲奎、李善權、禹尚哲、金英焕、李泰燮、林光日

### 书记局
总书记：金正恩
第一书记：空缺
书记：朴正天、李日焕、吴秀容、郑尚学、赵甬元、太亨彻

### 中央军事委员会
委员长：金正恩
副委员长：朴正天
委员：赵甬元、吴日晶、崔富日、金庆玉、尹正璘、李炳哲、金永春、金英哲、徐洪灿、黄炳誓、朴奉珠、李明秀、李万建、李永吉

### 中央检查委员会
委员长：郑尚学
副委员长：朴太德、李熙用
委员：车冠席、朴德万、车顺吉、金勇善、李京哲、元亨吉、金世润、金天弼、孟泰浩、申京植、宋琴顺、崔致善、韩英镐、韩胤昌、韩泰容、朴英

#### 常设机关
组织指导部：部长金才龙
宣传鼓动部：部长朴光浩，第一副部长金與正
干部部：部长許哲萬
国际部：部长李洙墉
军事部：部长金永春
民防卫部：部长吳日晶
机械工业部：部长李万建
科学教育部：部长韩光福、崔相建
劳动团体部：部长李英洙、李日焕

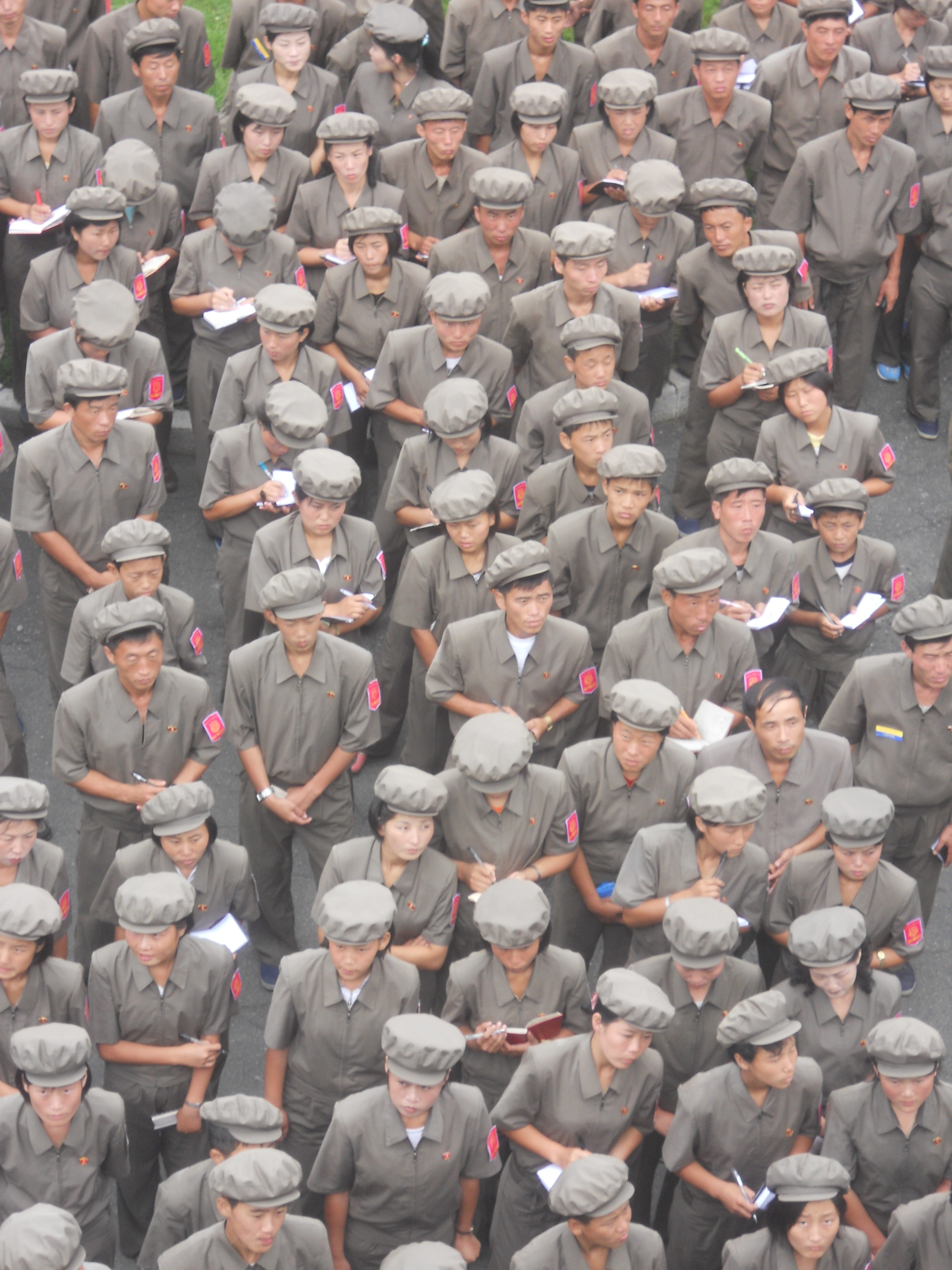
勞動黨集體學習參觀革命紀念地點

39号室（负责特别外汇资金管理）：室长金东云（对外称党中央第一副部长）
计划财政部（负责国家计划财政工作）：部长吴寿勇、郭范基
党史研究所：所长盧光燮
文书整理室：室长不详
申诉室：室长不详
总务部：金永春
行政部：部长不详
轻工业部：部长白啟龍、安正秀
金日成高级党学校：校长明善永
社会主义爱国青年同盟：中央委员会委员长文哲

## 黨報黨刊
朝鲜劳动党的党中央机关报为《劳动新闻》（日报），党刊为《勤劳者》（月刊）。

## 歷屆選舉

### 最高人民會議選舉
| 選舉   | 最高领袖 | 席位       | +/–   | 排行   |
| ------ | -------- | ---------- | ----- | ------ |
| 1948年 | 金日成   | 157 / 572  | ▲ 157 | ▲ 第一 |
| 1957年 | 金日成   | 178 / 215  | ▲ 21  | ━ 第一 |
| 1962年 | 金日成   | 371 / 383  | ▲ 193 | ━ 第一 |
| 1967年 | 金日成   | 288 / 457  | ▼ 83  | ━ 第一 |
| 1972年 | 金日成   | 127 / 541  | ▼ 161 | ━ 第一 |
| 1977年 | 金日成   | 未知 / 579 |       |        |
| 1982年 | 金日成   | 未知 / 615 |       |        |
| 1986年 | 金日成   | 未知 / 655 |       |        |
| 1990年 | 金日成   | 601 / 687  |       | ━ 第一 |
| 1998年 | 金正日   | 594 / 687  | ▼ 7   | ━ 第一 |
| 2003年 | 金正日   | 未知 / 687 |       |        |
| 2009年 | 金正日   | 606 / 687  |       | ━ 第一 |
| 2014年 | 金正恩   | 607 / 687  | ▲ 1   | ━ 第一 |
| 2019年 | 金正恩   | 未知 / 687 |       |        |

### 引用
1. ↑  . 平壤: 外文出版社. 主体105年: 第2页 [2016年]  [2018-01-06]. ISBN 978-9946-0-1467-8. （原始内容存档于2018-01-06）. 伟大的金日成同志是朝鲜劳动党的创建者。
2. ↑   .   [朝鮮勞動黨章程].
3. ↑   .   [朝鮮勞動黨章程]. 2012年於朝鮮勞動黨第四次代表會議修訂.
4. ↑  （英文） . 朝鮮親善協會. 2014年5月7日  [2016年2月2日].
5. ↑  . Chinanews.com. 2012-08-17  [2020-03-09]. （原始内容存档于2020-12-23）.
6. ↑  . News.cri.cn.   [2020-03-09]. （原始内容存档于2020-12-23）.
7. ↑   .   [朝鮮勞動黨章程]. 2010年於朝鮮勞動黨第三次代表會議修訂.
8. 1 2   .   [朝鮮勞動黨章程]. 2010年於朝鮮勞動黨第三次代表會議修訂.
9. ↑   .   [朝鮮勞動黨章程]. 2010年於朝鮮勞動黨第三次代表會議修訂.
10. ↑   .   [2022-09-01]. （原始内容存档于2022-09-01）. 전문 "조선로동당은 주체사상교양을 강화하며 자본주의사상, 봉건유교 사상, 수정주의, 교조주의, 사대주의를 비롯한 온갖 반동적 기회주의적 사상조류들을 반대 배격하여 맑스-레닌주의의 혁명적 원칙을 견지한다."
11. ↑  .   [朝鮮勞動黨章程]. 2021年.
12. ↑  . 今日朝鲜. 朝鲜中央通讯社.   [2023-01-11]. （原始内容存档于2023-01-11） （中文（简体））. 在开辟我国人民的前程，实现走向社会主义、共产主义的伟大目标、伟大理想的道路上，我们党决不指望任何偶然的机会出现。
13. ↑   .   [朝鮮勞動黨略史 II]. . 1989年: 第88–89頁.
14. ↑   .   [主體思想研究]. . 1989年: 第21–22頁.
15. ↑   .   [關於北韓憲法基本原理的研究]. . 2004年: 第44–54頁.
16. ↑  B.R.Myers. The Cleanest Race: How North Koreans See Themselves and Why It Matters. Melville House, January 2010,  ISBN 1933633913
17. ↑  Falletti, Sébastien. . Nevicata. 2016. ISBN 9782875230867 （法语）. Entre ce courant droitier à Séoul et l'extrême gauche au pouvoir à Pyongyang, la conciliation est devenue impossible. ['不可能调和首尔的右翼和平壤的极左翼。']
18. ↑  Francisca Bastías. . AyAyAy TV. 12 January 2016  [28 March 2019]. （原始内容存档于2018-10-18） （西班牙语）. Hay muchos países fascinantes en el mundo, pero probablemente el más curioso y raro de todos sea Corea del Norte. Es un régimen totalitario y de extrema izquierda.
19. ↑  Becker 2005，第66頁.
20. ↑  Suh 1988，第313 & 139頁.
21. ↑  Myers 2011，第9, 11–12頁.
22. ↑  David-West, Alzo. . North Korean Review. 2012, 8 (1): 105–116  [2021-12-28]. ISSN 1551-2789. JSTOR 43910295. doi:10.3172/NKR.8.1.105. （原始内容存档于2022-11-01）.
23. ↑   .   [2020-05-13]. （原始内容存档于2017-12-27）.
24. ↑  王承宗. . 問題與研究. 1983-05, 22 (8). doi:10.30390/ISC.198305_22(8).0008.
25. 1 2  刘阳. . 新华社. 2021-01-10  [2021-01-10]. （原始内容存档于2021-01-11）.
26. ↑  韓語：，俄语：
27. ↑  . 大公网.   [2015-04-19]. （原始内容存档于2020-10-01）.
28. ↑  （日語） 金日成. . 1955年12月28日  [2020年5月13日]. （原始内容存档于2020年5月27日）.
29. ↑  （英文） Paul, French.  (2nd ed. Print. ed.). New York City: Zed Books. 2007年: 第30頁.
30. ↑  Becker, Jasper. . New York City: Oxford University Press. 2005. ISBN 0-19-517044-X （英语）.
31. ↑  （日語） 平岩俊司. . . 2013年: 第74–82頁.
32. ↑  （英文） Choe, Yong-ho; Peter H. Lee、Wm de Barry. . Columbia University Press. : 第419頁.
33. ↑  . Todayonhistory.com.   [2020年3月9日]. （原始内容存档于2020年10月1日）.
34. 1 2  So & Suh 2013，第107頁.
35. 1 2  Cheong 2000，第139頁.
36. 1 2  .   [2016年12月2日]. （原始内容存档于2016年12月2日）.
37. ↑  肖枫. . 当代世界出版社. 1999年: 387-388. ISBN 7801151542.
38. ↑   . . . 2010年7月3日.
39. ↑  . Nfcmag.com.   [2020年3月9日]. （原始内容存档于2015年5月9日）.
40. ↑  红歌会网. . Szhgh.com. 2014年12月1日  [2020年3月9日]. （原始内容存档于2020年12月18日）.
41. ↑  （英文） Shin, Gi-wook. . Stanford University Press. 2006年. ISBN 9780804754088.
42. ↑   .   [朝鮮勞動黨章程]. 2010年於朝鮮勞動黨第三次代表會議修訂.
43. ↑   .   [朝鮮勞動黨章程]. 2010年於朝鮮勞動黨第三次代表會議修訂.
44. ↑   .   [朝鮮勞動黨章程]. 2010年於朝鮮勞動黨第三次代表會議修訂.
45. ↑  . 观察者网. 2013-08-13  [2022-10-20]. （原始内容存档于2022-10-20）.[需要較佳来源]
46. ↑  . 东方早报. 2013年11月5日  [2015年5月17日]. （原始内容存档于2015年7月23日）.
47. ↑  . TBS. 2016年8月3日  [2016年8月3日].[永久]
48. ↑   我的国家. .   [2016年6月2日]. （原始内容存档于2016年2月21日）.
49. ↑   我的国家. .   [2016-06-01]. （原始内容存档于2012-10-01）.
50. ↑  . 平壤: 外文出版社. 主体105年: 第1页 [2016年]  [2018-01-06]. ISBN 978-9946-0-1467-8. （原始内容存档于2018-01-06）.
51. ↑  （简体中文） . 我的国家. 2016年2月27日  [2016年5月31日]. （原始内容存档于2016年6月18日）.
52. ↑  Myers 2011，第9 & 11–12頁.
53. ↑  （英文） . Act of Defiance. 2011年11月29日  [2014年3月15日]. （原始内容存档于2014年3月14日）.
54. ↑  （英文） . Solidnet.org. 2011年12月23日  [2014年3月15日]. （原始内容存档于2012年9月11日）.
55. ↑  （英文） Rank, Michael. . Asia Times. 2012年4月10日  [2012年12月13日]. （原始内容存档于2010年4月12日）.
56. ↑  （英文） Hitchens, Christopher. . Fighting Words (Slate). 2010年2月1日  [2012年12月23日]. （原始内容存档于2011年9月2日）.
57. 1 2  Tertitskiy, Fyodor. . NK News. 2015-02-11  [2015-07-12]. （原始内容存档于2015-07-12）.
58. ↑  宋平仁. . 東亞日報. 2016-08-30  [2023-09-04]. （原始内容存档于2023-09-03）.

## 外部連結
- 劳动新闻 （页面存档备份，存于）（中文）